# Elisa Godínez Gómez de Batista
Elisa Godínez Gómez de Batista (nhũ danh Godínez Gómez; 2 tháng 12 năm 1904 – 19 tháng 6 năm 1993) là Đệ Nhất Phu nhân Cuba từ năm 1940 đến năm 1944 với tư cách là vợ đầu tiên của Tổng thống Cuba lúc bấy giờ (sau này là nhà độc tài) Fulgencio Batista.

## Tiểu sử
Godínez chào đời trong một trang trại nhỏ tại làng Vereda Nueva ở tỉnh La Habana, là một trong chín người con của Salustiano Godínez y Córdoba và Concepción Gómez y Acosta.
Godínez, vốn có xuất thân khiêm tốn, kết hôn với Fulgencio Batista vào năm 1933. Họ có một cậu con trai tên là Rubén, và hai cô con gái tên là Mirta và Elisa Aleida. Họ ly dị vào năm 1945.
Godínez kết hôn với người chồng thứ hai tên gọi Máximo Rodríguez, cựu thành viên Quốc hội Cuba, và họ di cư sang Mỹ vào năm 1959, định cư ở Miami, Florida. Rodríguez qua đời năm 1962, và Godínez sinh sống tại Miami cho đến khi qua đời ở đó vào ngày 19 tháng 6 năm 1993, thọ 88 tuổi.
Một trong những cháu trai của bà (con trai của Elisa Aleida Batista) là Raoul G. Cantero III, Thẩm phán Tòa án Tối cao Florida từ năm 2002 đến năm 2008.